# Antonio Michele Stanca
Antonio Michele Stanca (Soleto, 22 de mayo de 1942-Fidenza, 19 de marzo de 2020) fue un genetista y académico italiano.
Consiguió la maturità classica en el instituto Pietro Columna de Galatina (Puglia). Se licenció en Ciencias agrarias en la Universidad de Bari.
Fue docente en la Universidad de Milán, la Universidad Católica del Sagrado Corazón de Piacenza, el Institut national agronomique de Túnez (INAT) y la Universidad de Módena y Reggio Emilia.
Además de la enseñanza, trabajó en la mejora genética de los cultivares de numerosas especies de cereales, ocupándose en particular de la cebada.
Fue vicepresidente de la Accademia dei Georgofili, presidente de la Unión Nacional de las Academias para las Ciencias Aplicadas al Desarrollo de la Agricultura, de la Seguridad Alimentar y de la Tutela Ambiental (UNASA) y presidente de la Union of European Academies for Science applied to Agriculture, Food and Nature (UEAA).
Falleció a los setenta y siete años el 19 de marzo de 2020 a causa del COVID-19, después de casi un mes de recuperación.